# Госпожа Майя
«Госпожа Майя» (хинди माया मेमसाब, урду مایا مےمساب‎, Memsaab Maya) — индийский фильм, снятый в 1993 году режиссёром Кетаном Мехтой по мотивам романа Гюстава Флобера «Госпожа Бовари».
Фильм принёс Кетану Мехте специальный приз жюри Национальной кинопремии.

## Сюжет
Молодая, красивая и умная Майя живёт со своим отцом в роскошном особняке сельского района Индии. Когда её отец переживает инсульт, она вызывает врача Чару Даса, который приезжает на велосипеде и назначает лечение. Доктор начинает приходить к ним довольно часто, чтобы снова её увидеть. В конце концов, они женятся. Проходят годы, Чару занят своей работой, в то время как его жена Майя страдает в одиночестве. Через некоторое время в её жизнь входит человек по имени Рудра, с которым у неё завязывается роман. Но это длится недолго. Вскоре Майя встречает другого человека, Лалита, намного младше её. Но её желания снова не удовлетворены. Возможно, это и приводит главную героиню к неожиданной смерти, оставляя двух следователей гадать, кто или что убило Майю.

## Роли
- Шахрух Хан — Лалит
- Дипа Сахи — Майя
- Фарук Шейх — Доктор Чару Дас
- Радж Баббар — Рудра
- Пареш Равал — Лаладжи

## Музыка
Все тексты написаны Гулзаром, вся музыка написана Ридаянатхом Мангешкаром.
| №  | Название                    | Исполнители         | Длительность |
| -- | --------------------------- | ------------------- | ------------ |
| 1. | «Chhaya Jag»                | Ридаянатх Мангешкар |              |
| 2. | «Ek Haseen Nigah Ka»        | Иршад Хан[уточнить] |              |
| 3. | «Khud Se Baatein»           | Лата Мангешкар      |              |
| 4. | «Mere Sarahane Jalao Sapne» | Лата Мангешкар      |              |
| 5. | «O Dil Banjare»             | Лата Мангешкар      |              |
| 6. | «Yeh Shehar Bada»           | Лата Мангешкар      |              |